# AlltheWeb
AlltheWeb war eine Websuchmaschine, die 1999 von Fast Search and Transfer eingeführt wurde, basierend auf einer 1997 von derselben Firma entwickelten Suchengine. Im Februar 2003 wurde die Internetsuchabteilung von Fast Search and Transfer durch Overture aufgekauft, die wiederum im März 2004 von Yahoo übernommen wurde.
AlltheWeb besaß anfangs einen aktuellen Datenbestand, fortgeschrittene Suchmöglichkeiten und ein komplett anpassbares Aussehen. Kurz nach der Übernahme durch Yahoo begann man, die Datenbank von Yahoo für die Suche zu verwenden und entfernte einige erweiterte Suchoptionen, wie beispielsweise die FTP-, MP3- und Videosuche. Nach wie vor erlaubte AlltheWeb aber die Suche auf der Basis von booleschen Ausdrücken.
Fast Search and Transfer wollte beim Start der Suchmaschine die Datenbank anderen Suchmaschinen zur Verfügung stellen, ähnlich wie Inktomi das bereits zuvor erfolgreich getan hatte. Tatsächlich verwendete Lycos die Ergebnisse 2000 in der Lycos PRO Suche. Zu diesem Zeitpunkt war die Datenbank von 80 Millionen auf 200 Millionen Seiten angewachsen. Das Ziel, das gesamte öffentlich erreichbare Internet aufzunehmen, war jedoch bei weitem noch nicht erreicht. 2002 hatte der Crawler über 2 Milliarden Seiten erfasst und leitete so eine neue Runde im Kampf der Suchmaschinen ein. Vor dem Aufkauf durch Yahoo beinhaltete die Datenbank etwa 3,3 Milliarden URIs.
AlltheWeb wurde am 4. April 2011 eingestellt und die Domain leitet seitdem auf die Yahoo!-Suche weiter.